# فیلیسیا رشاد
فیلیسیا رَشاد (انگلیسی: Phylicia Rashād؛ زادهٔ ۱۹ ژوئن ۱۹۴۸) بازیگر، خواننده و کارگردان تئاتر اهل ایالات متحده آمریکا است.
وی در سال ۲۰۰۴ میلادی، برندهٔ جایزه تونی گردید.
از فیلم‌هایی که وی در آن‌ها نقش داشته‌است، می‌توان به کلیولند شو، غیب‌گو، فرانکی و آلیس، از آسیب رساندن بپرهیز، رفتار بد خدایان، زنبوردار، اعمال خوب، طنین جنگل و کرید اشاره نمود.